# Вибійка тканини

## Вибійка тканини

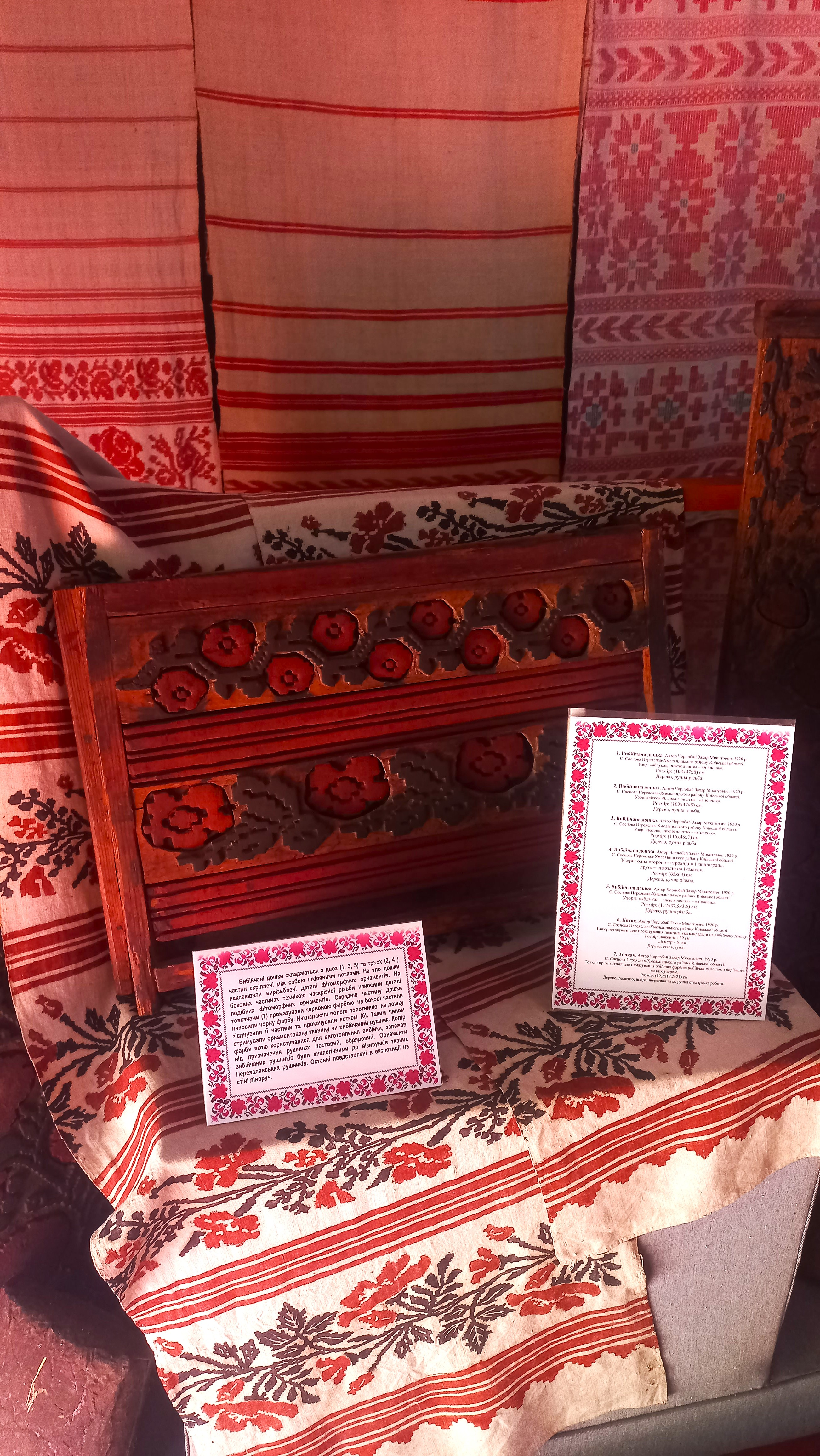
Вибійчана дошка для рушника. Музей Рушника. Переяслав

Техніка виготовлення вибійки [Архівовано 5 березня 2016 у Wayback Machine.] (тканини з нанесеним візерунком) - була винайдена, можливо, у перших століттях нашої ери. Для цього використовували дерев'яну дошку, на гладкій поверхні якої вирізьблювали декоративні візерунки. Дерев'яну форму вкривали рідкою фарбою і притискали до тканини - на тканині залишався відбиток візерунків.

## Історія
У сховищах Ермітажу в Санкт-Петербурзі зберігається зразок візантійської вибійки IV - V ст. із зображенням сцени полювання: узагальнені світлі силуети людей і тварин на темно-синьому тлі. Технологія виготовлення цієї тканини така: на вирізьблені опуклі елементи дерев'яної форми нанесли шар воску, який перетиснули на тканину. Після цього тканину занурили у синю фарбу. Не покриті воском місця на тканині зафарбувались у синій колір, а силуетні забраження людей і тварин зберегли натуральний колір тканини.
В Україні на початку XX ст. у селі Левинки (Чернігівська обл.) під час розкопок могильників слов'ян-сіверян археологи знайшли зразки вибійчаних тканин X - XI ст. У цілому ж широке розповсюдження технології виготовлення вибійки датується XII - XIII ст.
У 1898 р. на сході Франції у містечку Сеннеки під час ремонту одного з будинків знайдена стара горіхова дошка з вирізьбленим на її поверхні опуклим зображенням фрагмента сцени Розп'яття. На вплетеній в композицію стрічці вирізьблено напис латинськими літерами. Характер малюнка та різьбярська манера наближені до стилістики ранніх європейських гравюр кінця XIV ст., які дійшли до нашого часу. Дошку використовували для виготовлення вибійчаної тканини. За прізвищем французького друкаря, який придбав її для своєї колекції, вона називається дошкою Прота і датується 1397 р.
У львівських магістратських актах за 1538 р. згадується ім'я "колтринника" Леська, який виготовляв шпалери.
Розвиток способу різьблення декоративних зображень на дерев'яних дошках і перенесення фарби з дерев'яних форм на тканину згодом привів до винайдення ксилографії.

## Галерея

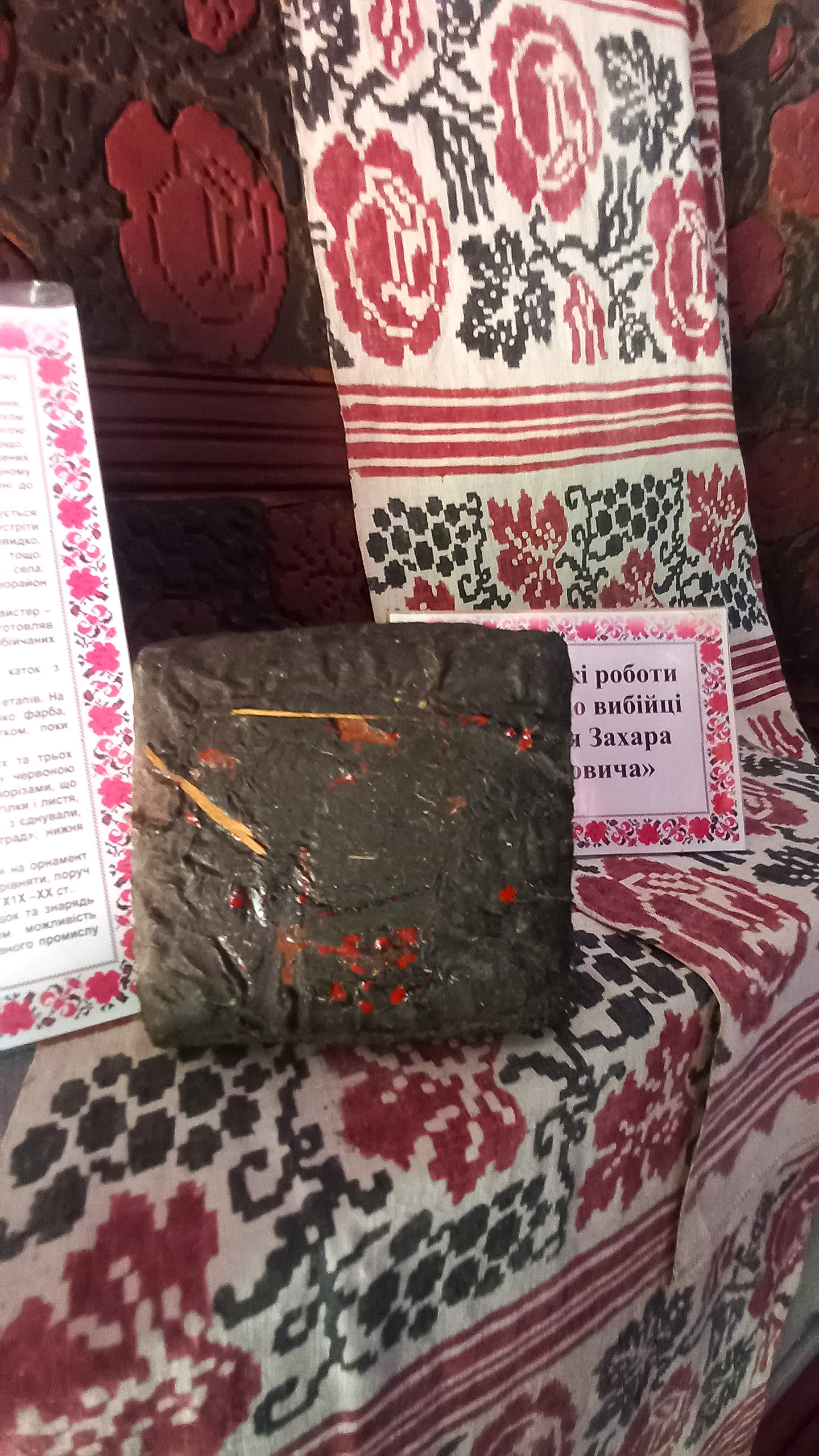
Товкач для вибійчаної дошки
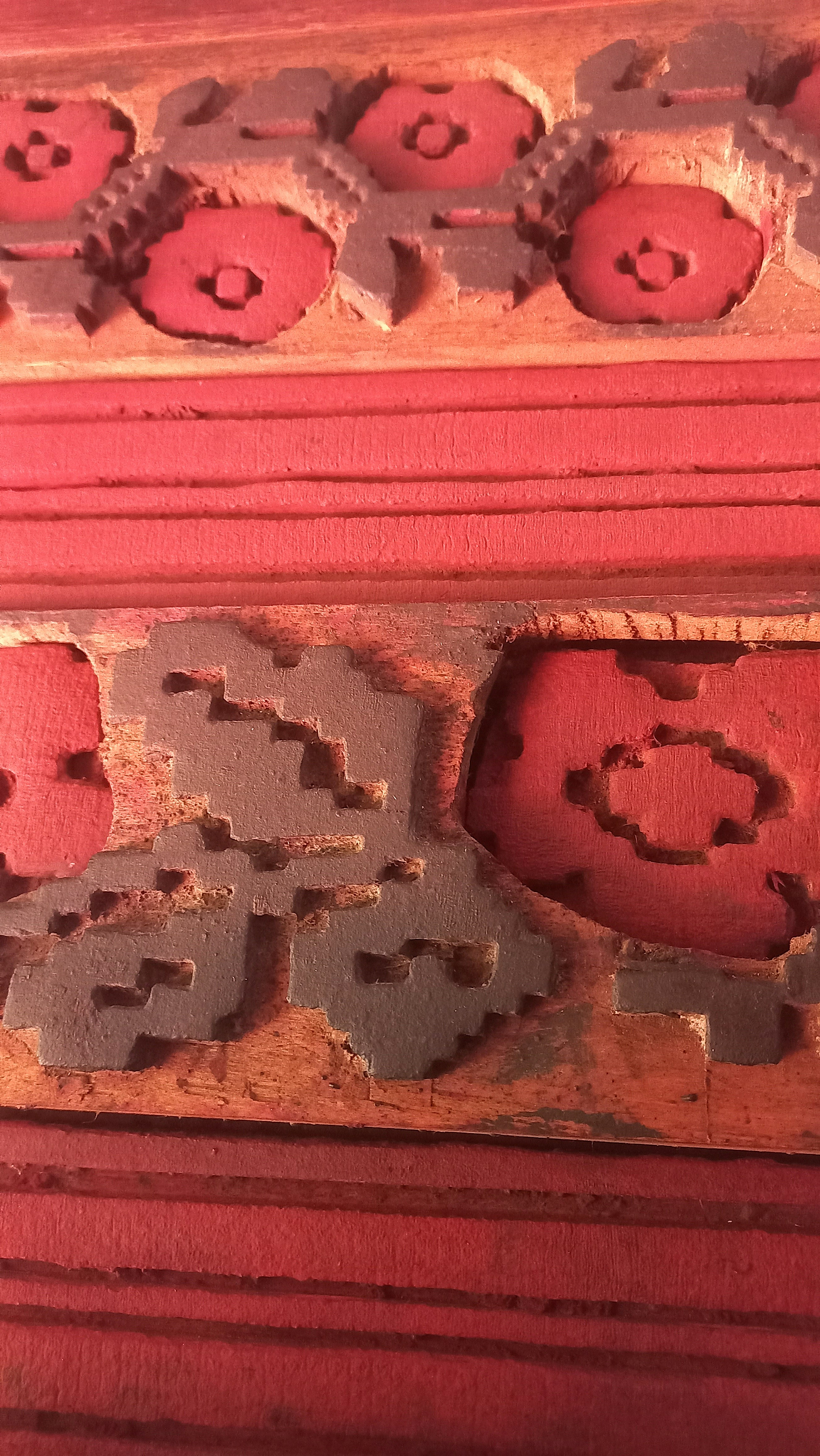
Фрагмент вибійчаної дошки
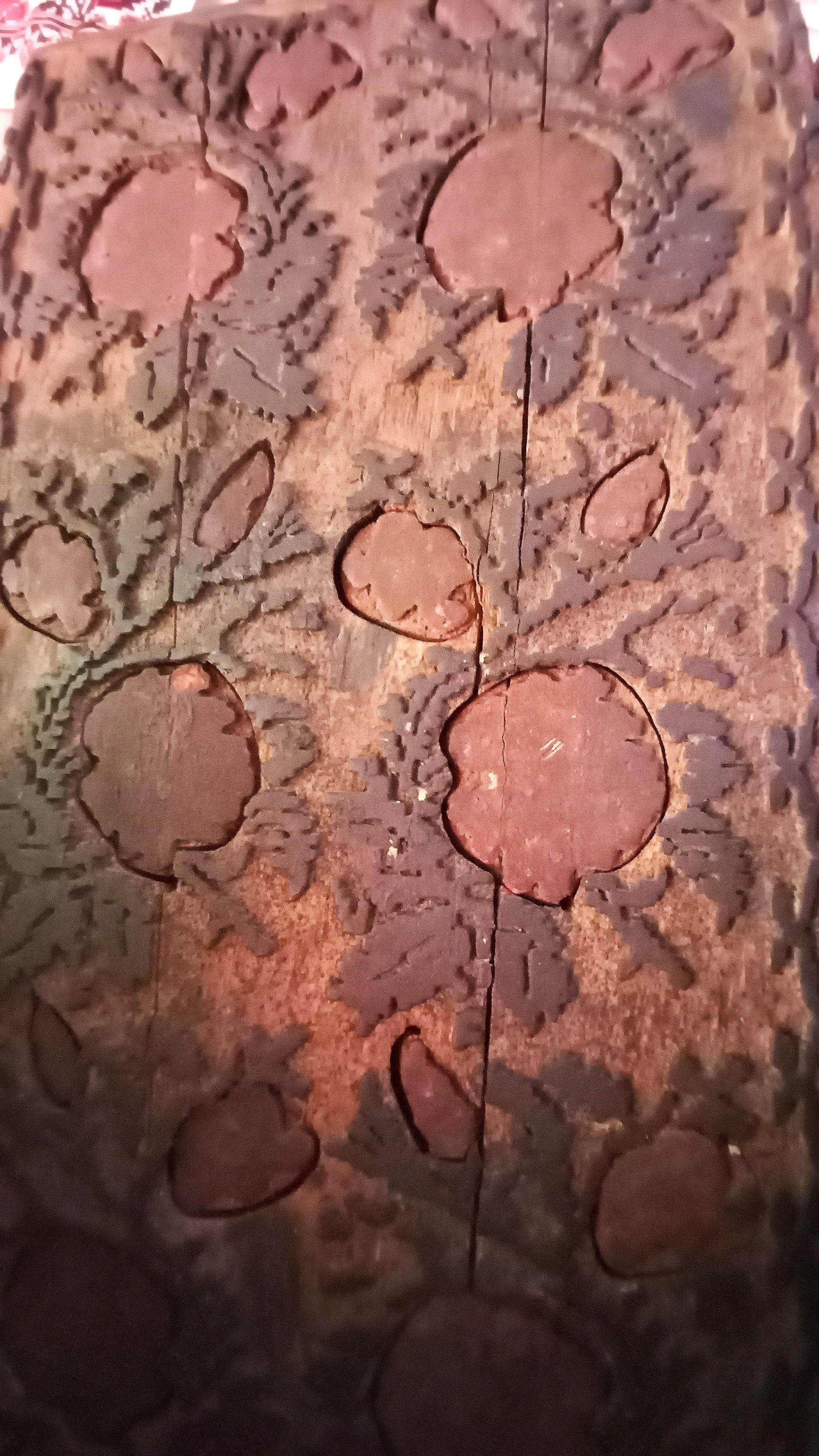
Фрагмент вибійчаної дошки

## Список використаної літератури
Овчінніков В. Історія книги: Еволюція книжкової структури: навч. посібн./ Володимир Овчінніков. - Львів: Світ, 2005. - С.185.